# Matthew Howson
Matthew "Matt" Howson (Norwich, 25 de agosto de 1983) es un piloto de automovilismo británico.

## Carrera
Howson comenzó su carrera en el automovilismo internacional en 2001 con el Campeonato de Invierno de Fórmula Renault. Con 43 puntos terminó décimo en la clasificación final de pilotos. En años posteriores, el británico también apareció en la edición de invierno de la Fórmula Ford Británica, Avon Tires Junior Formula Ford Championship, Fórmula Ford Británica, Fórmula BMW Británica, Final Mundial de la Fórmula BMW, Fórmula Renault 2.0 Británica, Copa Británica de Porsche Carrera, Campeonato Asiático de GT, Fórmula 3 Asiática, Fórmula 3 Japonesa, las 24 Horas de Le Mans y el Campeonato Mundial de Resistencia de la FIA.